# Освобождение (1893)
„Освобождение“ е вестник на Вътрешната македоно-одринска революционна организация, издаван след 1893 година.
Печата се в село Кърчово, Валовищко. Печата се на хелиограф заедно с другите хектографски вестници на организацията „Въстаник“ и „На оръжие“.